# نيا ماكري
نيا ماكري (باليونانية: Νέα Μάκρη)‏ هي مدينة في إقليم أتيكا في اليونان، ويبلغ عدد سكانها حوالي 16,071 نسمة.

## التأسيس والسكان
بعد اتفاقية التبادل السكاني بين اليونان وتركيا عام 1923م، تم إرسال اليونانيين من مدينة ماكري التركية (باليونانية: Μάκρη) إلى اليونان، وتم تحويل اسم مدينة ماكري إلى مدينة «فتحية» التركية المعروفة الآن على الريفيرا التركية.
أسس اليونانيون بلدة «ماكري الجديدة» (نيا ماكري) (باليونانية: Νέα Μάκρη) في اليونان. بينما تم إعادة توطين الأتراك العائدين من اليونان بموجب الإتفاقية، في مدينة «فتحية» التركية أو ماكري سابقاً.
حافظ الأتراك على الكنيسة الأرثوذكسية اليونانية المهجورة القريبة من «فتحية» وما زالت قائمة إلى الآن.